# Juan Antonio Pizzi
Juan Antonio Torroja Pizzi (Santa Fé, 7 juni 1968) is een Argentijns-Spaans voetbaltrainer en voormalig profvoetballer die doorgaans als aanvaller speelde. Hij werd in januari 2021 aangesteld als trainer van Racing Club.

## Clubcarrière
Pizzi begon zijn profloopbaan in het seizoen 1987/88 bij Rosario Central in Argentinië. Na drie seizoenen bij deze club vertrok hij naar Tenerife. In zowel het seizoen 1991/92 als het seizoen 1993/94 kwam Pizzi tot dertig doelpunten. Valencia contracteerde hem, maar zijn verblijf bij Los Chés was geen succes en Pizzi maakte slechts vier competitiedoelpunten. Hij keerde in 1994 terug naar Tenerife en in het seizoen 1995/96 werd Pizzi pichichi (topscorer) van de Primera División.
FC Barcelona nam hem over van Tenerife, maar ook bij deze Spaanse topclub wist Pizzi niet te slagen, mede door de sterke concurrentiestrijd met Ronaldo en later Rivaldo. Pizzi scoorde in twee seizoenen slechts elf keer in de competitie en een keer in de Europacup II. Hij keerde terug naar Argentinië, waar hij voor River Plate (1998/99) en Rosario Central (1999/00) ging spelen. In 2000 keerde Pizzi terug naar Europa. Bij FC Porto (2000/01) en Villarreal (2001/02) speelde de aanvaller echter niet al te vaak. Pizzi sloot in 2002 bij Rosario Central zijn carrière als profvoetballer af.

## Interlandcarrière
Pizzi is genaturaliseerd tot Spanjaard. Hij speelde tussen november 1994 en juni 1998 in totaal 22 interlands voor het Spaans nationale elftal, waarin hij acht keer scoorde. Pizzi speelde op het WK van 1998. Hij maakte zijn debuut op 30 november 1994 in de vriendschappelijke thuiswedstrijd tegen Finland (2–0) in Málaga.

## Trainerscarrière

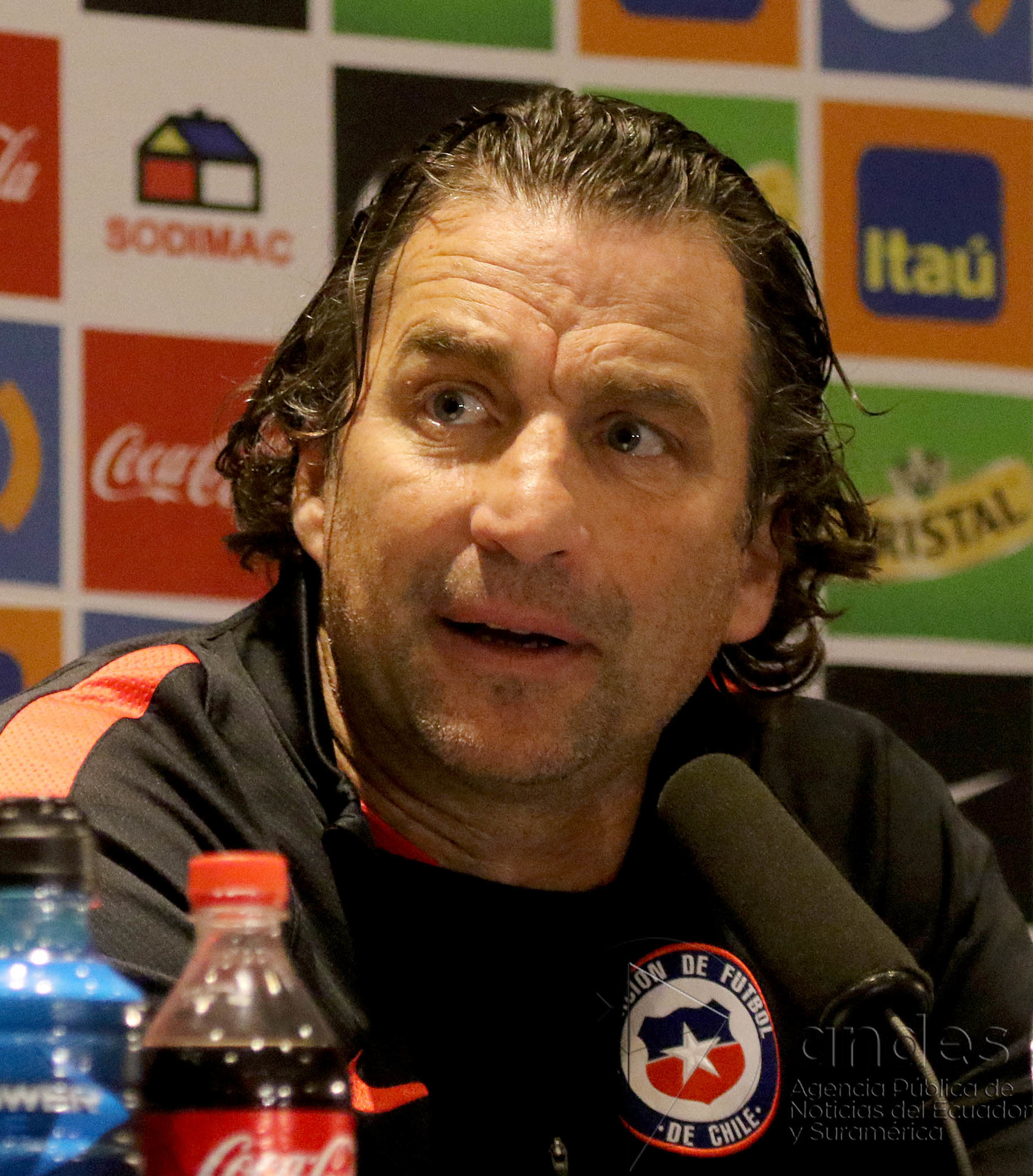
Pizzi als bondscoach van Chili

In 2005 ging Pizzi als trainer aan de slag bij de Argentijnse profclub Colón de Santa Fe. Na drie speeldagen werd Pizzi daar echter alweer ontslagen wegens tegenvallende resultaten.
Op 26 december 2013 werd Pizzi aangesteld als hoofdtrainer van Valencia, als opvolger van de weggestuurde Serviër Miroslav Đukić. Daar werd Pizzi echter alweer op 2 juni 2014 aan de kant gezet, nadat de club in handen kwam van de Maleisiër Lim.
In juli 2014 trad Pizzi aan als hoofdtrainer van het Mexicaanse Club León. Eind januari 2016 stelde de Chileense voetbalbond hem aan als opvolger voor de kort daarvoor opgestapte bondscoach Jorge Sampaoli. Hij wist met de Chileense selectie de titel te prolongeren bij het toernooi om de Copa América van 2016 in de Verenigde Staten.
Pizzi nam ontslag bij de nationale ploeg van Chili op 10 oktober 2017, vlak na de beslissende wedstrijd in de kwalificatie voor het WK van 2018 in Rusland. Chili verloor die wedstrijd met 3–0 van Brazilië, waardoor de regerend kampioen van Zuid-Amerika van de derde naar de zesde plaats tuimelde in de eindrangschikking en dus was uitgeschakeld. "Het heeft geen zin om over een nieuw contract te gaan praten", zei Pizzi na afloop tegen Chileense media.
Hij werd een maand later aangesteld als nieuwe bondscoach van Saoedi-Arabië, dat zich wel had weten te plaatsten voor het WK. Daar trad hij aan als opvolger van Bert van Marwijk. In de openingswedstrijd van de WK-eindronde, op donderdag 14 juni 2018, verloor Pizzi met zijn ploeg met maar liefst 5–0 van gastland Rusland, waarna hij na afloop zijn beklag deed over zijn spelers. "We hebben niet verloren omdat zij zo goed waren, maar omdat wij zo slecht waren", aldus de Argentijn.
| Interlands Chili onder leiding van Juan Antonio Pizzi | Interlands Chili onder leiding van Juan Antonio Pizzi | Interlands Chili onder leiding van Juan Antonio Pizzi | Interlands Chili onder leiding van Juan Antonio Pizzi | Interlands Chili onder leiding van Juan Antonio Pizzi |
| №                                                     | Datum                                                 | Wedstrijd                                             | Uitslag                                               | Competitie                                            |
| ----------------------------------------------------- | ----------------------------------------------------- | ----------------------------------------------------- | ----------------------------------------------------- | ----------------------------------------------------- |
| 1                                                     | 24 maart 2016                                         | Chili – Argentinië                                    | 1 – 2                                                 | WK-kwalificatie                                       |
| 2                                                     | 29 maart 2016                                         | Venezuela – Chili                                     | 1 – 4                                                 | WK-kwalificatie                                       |
| 3                                                     | 27 mei 2016                                           | Chili – Jamaica                                       | 1 – 2                                                 | Oefeninterland                                        |
| 4                                                     | 1 juni 2016                                           | Mexico – Chili                                        | 1 – 0                                                 | Oefeninterland                                        |
| 5                                                     | 6 juni 2016                                           | Argentinië – Chili                                    | 2 – 1                                                 | Copa América                                          |
| 6                                                     | 10 juni 2016                                          | Chili – Bolivia                                       | 2 – 1                                                 | Copa América                                          |
| 7                                                     | 14 juni 2016                                          | Chili – Panama                                        | 4 – 2                                                 | Copa América                                          |
| 8                                                     | 18 juni 2016                                          | Mexico – Chili                                        | 0 – 7                                                 | Copa América                                          |
| 9                                                     | 22 juni 2016                                          | Colombia – Chili                                      | 0 – 2                                                 | Copa América                                          |
| 10                                                    | 26 juni 2016                                          | Argentinië – Chili                                    | 0 – 0                                                 | Copa América                                          |
| 11                                                    | 1 september 2016                                      | Paraguay – Chili                                      | 2 – 1                                                 | WK-kwalificatie                                       |
| 12                                                    | 6 september 2016                                      | Chili – Bolivia                                       | 3 – 0                                                 | WK-kwalificatie                                       |
| 13                                                    | 6 oktober 2016                                        | Ecuador – Chili                                       | 3 – 0                                                 | WK-kwalificatie                                       |
| 14                                                    | 11 oktober 2016                                       | Chili – Peru                                          | 2 – 1                                                 | WK-kwalificatie                                       |
| 15                                                    | 10 november 2016                                      | Colombia – Chili                                      | 0 – 0                                                 | WK-kwalificatie                                       |
| 16                                                    | 15 november 2016                                      | Chili – Uruguay                                       | 3 – 1                                                 | WK-kwalificatie                                       |
| 17                                                    | 11 januari 2017                                       | Chili – Kroatië                                       | 1 – 1                                                 | China Cup                                             |
| 18                                                    | 15 januari 2017                                       | Chili – IJsland                                       | 1 – 0                                                 | China Cup                                             |
| 19                                                    | 23 maart 2017                                         | Argentinië – Chili                                    | 1 – 0                                                 | WK-kwalificatie                                       |
| 20                                                    | 28 maart 2017                                         | Chili – Venezuela                                     | 3 – 1                                                 | WK-kwalificatie                                       |
| 21                                                    | 2 juni 2017                                           | Chili – Burkina Faso                                  | 3 – 0                                                 | Oefeninterland                                        |
| 22                                                    | 9 juni 2017                                           | Rusland – Chili                                       | 1 – 1                                                 | Oefeninterland                                        |
| 23                                                    | 13 juni 2017                                          | Roemenië – Chili                                      | 3 – 2                                                 | Oefeninterland                                        |
| 24                                                    | 18 juni 2017                                          | Kameroen – Chili                                      | 0 – 2                                                 | Confederations Cup                                    |
| 25                                                    | 22 juni 2017                                          | Duitsland – Chili                                     | 1 – 1                                                 | Confederations Cup                                    |
| 26                                                    | 25 juni 2017                                          | Chili – Australië                                     | 1 – 1                                                 | Confederations Cup                                    |
| 27                                                    | 28 juni 2017                                          | Portugal – Chili                                      | 0 – 0                                                 | Confederations Cup                                    |
| 28                                                    | 2 juli 2017                                           | Chili – Duitsland                                     | 0 – 1                                                 | Confederations Cup                                    |
| 29                                                    | 31 augustus 2017                                      | Chili – Paraguay                                      | 0 – 3                                                 | WK-kwalificatie                                       |
| 30                                                    | 5 september 2017                                      | Bolivia – Chili                                       | 1 – 0                                                 | WK-kwalificatie                                       |
| 31                                                    | 6 oktober 2017                                        | Chili – Ecuador                                       | 2 – 1                                                 | WK-kwalificatie                                       |
| 32                                                    | 11 oktober 2017                                       | Brazilië – Chili                                      | 3 – 0                                                 | WK-kwalificatie                                       |

## Erelijst
Als speler
 FC Barcelona
- Primera División: 1997/98
- Copa del Rey: 1996/97, 1997/98
- Supercopa de España: 1996
- UEFA Cup Winners' Cup: 1996/97
- UEFA Super Cup: 1997

 FC Porto
- Taça de Portugal: 2000/01

Individueel als speler
- Trofeo Pichichi: 1995/96

Als trainer
 Universidad Católica
- Campeonato Nacional: 2010

 San Lorenzo
- Primera División: 2013 Inicial

 Chili
- CONMEBOL Copa América: 2016

Individueel als trainer
- La Liga Trainer van de Maand: februari 2014

1 Zubizarreta  ·
2 López ·
3 Belsué ·
4 Alkorta ·
5 Abelardo ·
6 Hierro ·
7 Amavisca ·
8 Guerrero ·
9 Pizzi ·
10 Donato ·
11 Alfonso ·
12 Sergi Barjuán ·
13 Cañizares ·
14 Kiko ·
15 Caminero ·
16 Otero ·
17 Manjarín ·
18 Amor ·
19 Salinas ·
20 Nadal ·
21 Enrique ·
22 Molina ·
Coach: Clemente
1 Zubizarreta  ·
2 Ferrer ·
3 Aranzábal ·
4 Alkorta ·
5 Abelardo ·
6 Hierro ·
7 Morientes ·
8 Guerrero · 
9 Pizzi ·
10 Raúl ·
11 Alfonso ·
12 Sergi Barjuán ·
13 Cañizares ·
14 Campo ·
15 Aguilera ·
16 Celades ·
17 Etxeberria ·
18 Amor ·
19 Kiko ·
20 Nadal ·
21 Enrique ·
22 Molina ·
Coach: Clemente